# Böztal
Böztal is een gemeente in het Zwitserse kanton Aargau en maakt deel uit van het district Laufenburg.

## Geschiedenis
De gemeente werd in 1 januari 2022 gevormd door de fusie van de gemeenten Bözen, Elfingen, Effingen en Hornussen.
Böztal · Eiken · Frick · Gansingen · Gipf-Oberfrick · Herznach-Ueken · Kaisten · Laufenburg · Mettauertal · Münchwilen · Oberhof · Oeschgen · Schwaderloch · Sisseln · Wittnau · Wölflinswil · Zeihen